# BASF
BASF (acrónimo de Badische Anilin- und Soda-Fabrik, en español: Fábrica badense de soda y anilina) es una empresa química, fundada a mediados de 1865 en la ciudad de Ludwigshafen, Renania-Palatinado, por Friedrich Engelhorn con el propósito de producir tintes. Es la empresa química más grande del mundo por encima de Dow Chemical Company y DuPont, BASF incrementó sus ventas un 11,1%, hasta los 87.300 millones de euros en 2022.
Su fábrica principal, con sede aún en la ciudad de origen de la compañía (Ludwigshafen), se ha convertido en el recinto químico integrado más grande del mundo, con una superficie de 10 kilómetros cuadrados. El centro de producción dispone de dos mil edificios, 115 kilómetros de calles y aproximadamente 211 kilómetros de vías de tren y donde trabajan más de 39 000 empleados.
El número total de empleados en el conjunto de la empresa en todo el mundo es de 111.481 personas. En sus segmentos de negocios, BASF anunció ventas por valor de 87.300 millones de euros en 2022.

## Historia

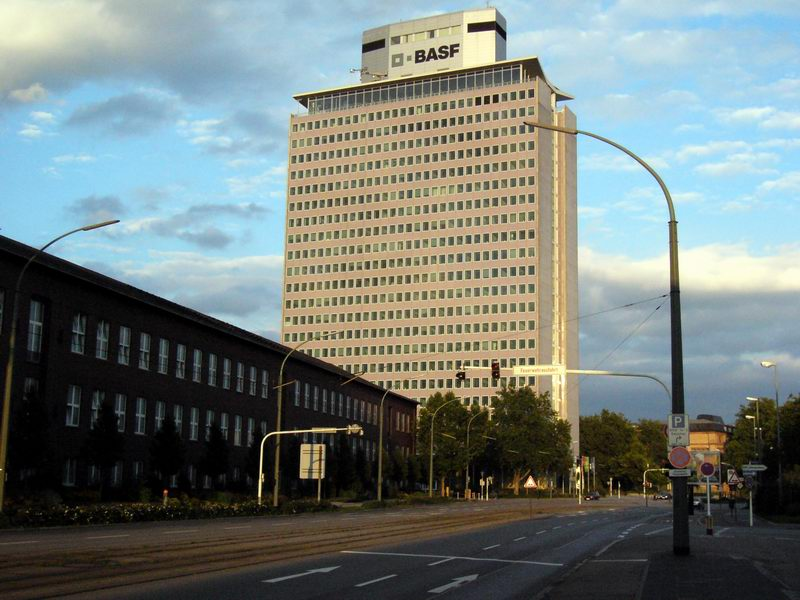
Antigua sede de BASF en Ludwigshafen am Rhein.

BASF, formó parte, entre 1925 y 1951, del conglomerado IG Farben, que fue disuelto tras la Segunda Guerra Mundial por los Aliados debido a que utilizó trabajo esclavo en sus procesos de fabricación. Por la severidad de los crímenes de guerra cometidos por IG Farben durante la guerra, los Aliados consideraron que la empresa estaba demasiado corrompida como para permitirle seguir existiendo, y durante los Juicios de Núremberg ordenaron desmembrar el consorcio. Los Aliados Occidentales en 1951, dividieron la empresa en sus empresas originales constituyentes. Las cuatro más grandes, BASF, Bayer, Hoechst y Agfa, compraron rápidamente a las más pequeñas. De los 24 directivos de IG Farben acusados en el denominado Juicio a la IG Farben (1947-1948) ante un tribunal militar estadounidense en los subsecuentes Juicios de Núremberg, 13 fueron sentenciados a entre uno y ocho años de prisión. Algunos de aquellos acusados en el juicio se convirtieron en líderes de las compañías de posguerra que se formaron al separarse IG Farben, incluidos aquellos que fueron sentenciados en Núremberg. Las empresas sucesoras de IG Farben heredaron el total de las propiedades de IG Farben, pero no así las responsabilidades penales.
Desde 2024, Markus Kamieth es el CEO de BASF, reemplazando a Martin Brudermüller.